# Paraphylax ruficornis
Paraphylax ruficornis là một loài tò vò trong họ Ichneumonidae.